# Bolbaster
Bolbaster is een geslacht van uitgestorven zee-egels uit de familie Hemiasteridae.

## Soorten
- Bolbaster prunella Lamarck, 1816 † Maastrichtien, West-Europa.
- Bolbaster subidus McNamara, 1987 † Boven-Eoceen, Australië.
- Bolbaster dolosus McNamara, 1987 † Onder-Oligoceen, Australië.
- Bolbaster verecundus McNamara, 1987 † Onder-Mioceen, Australië.
- Bolbaster planedeclivis Gregory, 1890 † Vroeg tot Midden-Mioceen, Australië.
- Bolbaster callidus McNamara, 1987 † Boven-Mioceen, Australië.